# کمبود پادتن آ
کمبود پادتن آ  (به انگلیسی: Selective immunoglobulin A (IgA) deficiency) نوعی نقص ایمنی وراثتی است. کسانی که دارای این نقص ایمنی می‌باشند، از کمبود ایمونوگلوبولین آ که خود یک نوع آنتی‌بادی است رنج می‌برند. ایمونوگلوبولین آ مسئولیت محافظت در برابر عفونت غشاهای مخاطی در مخاط دهان راه‌های هوایی و دستگاه گوارش را بر عهده دارد. این رایج‌ترین نوع کمبود آنتی‌بادی اولیه است. اکثر این افراد سالم باقی می‌ماند و هرگز بیماری در آنها تشخیص داده نمی‌شود.

## علائم و نشانه‌ها
۸۵ تا ۹۰ درصد از کسانی که دارای کمبود ایمونوگلوبولین آ هستند، بدون علامت هستند. برخی از بیماران مبتلا به کمبود IgA بیشتر در معرض عفونت‌های ریوی و سینوس، عفونت‌های گوارشی، حساسیت‌ها، بیماری‌های خود ایمنی و سرطان هستند. این عفونت‌ها به‌طور کلی خفیف هستند. این بیماران استعداد بالاتری در ابتلا به ذات الریه و حملات راجعه دیگر عفونت‌های تنفسی و همچنین بیماری‌های خود ایمنی در میان سالی دارند.

## علت
کمبود پادتن آ وراثتی است، با تغییراتی در کروموزومهای ۱۸, ۱۴ و ۶ همراه است، اما ارتباطی بین عفونت‌های داخل رحمی و کمبود پادتن آ در بعضی موارد دیده شده‌است.

## تشخیص
در موارد مشکوک، می‌توان از طریق اندازه‌گیری ایمونوگلوبولین آ در خون تشخیص نهایی را انجام داد.

## اپیدمیولوژی
تقریباً یک نفر در هر صد هزار نفر به این بیماری مبتلا می‌باشد این بیماری به‌طور قابل توجهی در میان کسانی که مبتلا به دیابت نوع یک هستند شایع تر می‌باشد.